# 新埃斯佩兰萨
新埃斯佩兰萨是巴西巴拉那州的一个市镇。总面积138.56平方公里，总人口1882人，人口密度13.6人/平方公里。